# František Bláha (politik)
František Bláha (9. června 1896 Písek – 26. března 1979 Praha) byl český a československý lékař, specializací především v sociálním lékařství, a politik Československé sociální demokracie; poválečný poslanec Ústavodárného Národního shromáždění. Po roce 1948 byl členem KSČ a poslancem Národního shromáždění ČSR, České národní rady a Sněmovny národů Federálního shromáždění. V období 1953–1955 zastával funkci děkana Lékařské fakulty hygienické Univerzity Karlovy. Za normalizace odstaven z politických funkcí, v prosinci 1976 se pak stal jedním z první trojice lékařů, kteří podepsali Chartu 77, spolu s Františkem Kriegelem a Jiřinou Zelenkovou.

## Biografie
Působil jako lékař. V letech 1925–1938 byl primářem gynekologického oddělení nemocnice Jihlava. Na jaře 1939 byl organizátorem sokolského odboje. V letech 1939–1945 byl vězněn v Dachau. Po osvobození zastával v letech 1945–1948 post šéfa ústředí Nemocenské pojišťovny soukromých zaměstnanců. Byl členem předsednictva sociální demokracie.
V letech 1948–1952 působil jako ředitel Všeobecné nemocnice v Praze. V roce 1949 se habilitoval v oboru sociální lékařství a o tři roky později byl na Univerzitě Karlově jmenován profesorem organizace zdravotnictví. Od roku 1952 působil jako vyučující na Lékařské fakultě hygienické Univerzity Karlovy, kde vedl katedru organizace zdravotnictví později přejmenovanou na katedru sociálního lékařství. Zaměřoval se na hygienu, válečné lékařství a gerontologii. V letech 1953–1955 zastával funkci děkana LFH UK.
V parlamentních volbách v roce 1946 se stal poslancem Ústavodárného Národního shromáždění za ČSSD. V parlamentu zasedal do voleb do Národního shromáždění roku 1948.
Během únorovém převratu v roce 1948 patřil Bláha ke skupině politiků sociální demokracie, kteří souhlasili s vývojem a setrvali ve straně i poté, co se stala loajálním spojencem KSČ. Ve volbách do Národního shromáždění roku 1948 se stal poslancem Národního shromáždění za sociální demokraty zvoleným ve volebním kraji Jihlava. V červnu 1948 po splynutí ČSSD a KSČ přešel do poslaneckého klubu komunistů. V Národním shromáždění setrval do konce funkčního období, tedy do voleb v roce 1954. Při sloučení sociální demokracie s KSČ byl v červnu 1948 kooptován do Ústředního výboru Komunistické strany Československa. IX. sjezd KSČ ho zvolil náhradníkem ÚV KSČ.
Znovu se v nejvyšších zákonodárných sborech objevil po federalizaci Československa. V lednu 1969 usedl do Sněmovny národů Federálního shromáždění. Zde ale setrval jen do října 1969, kdy na mandát rezignoval. Ve stejném období zasedal i v České národní radě. I zde na podzim 1969 rezignoval. Za normalizace se stal signatářem Charty 77.
Do manželství s Františkou Chmelovou se narodili dcera, pozdější prozaička a literární historička Milena Honzíková (manželka Jiřího Honzíka), a syn Vladimír Bláha, jenž se stal lékařem.

## Vyznamenání
- Řád 25. února, 1949
- Vyznamenání Za zásluhy o výstavbu, 1954
- Řád práce, 1960
- Za zásluhy o tělesnou výchovu I. třídy, 1962
- Medaile Jana Evangelisty Purkyně, 1964
- Jubilejní medaile 20. výročí vítězství ve Velké vlastenecké válce 1941-1945, 1965
- Řád republiky, 1968